# Структура внутрішніх військ МВС СРСР в УРСР та МРСР
Внутрішні війська МВС СРСР розташовані на території УРСР підпорядковувалися ГУВВ МВС СРСР по УРСР і МРСР. Указом від 30.08.1991 року вони були перепідпорядковані Президії Верховної ради УРСР і на їх основі було розпочато створення «національних збройних сил» — Республіканської (Національної) гвардії України, яка повинна була замінити собою частини радянської армії дислоковані на території республіки.

## Структура
Частини й підрозділи Управління Внутрішніх військ МВС СРСР по Українській РСР і Молдавській РСР в середині 1991 року (тільки розташовані на території УРСР)
- 7 окрема конвойна бригада ВВ МВС СРСР (в/ч 7429, м. Київ);
- 16 окрема конвойна Червонопрапорна бригада ВВ МВС СРСР (в/ч 7480, м. Львів);
- 17 окрема конвойна ордена Червоної Зірки бригада ВВ МВС СРСР (в/ч 7445, м. Одеса);
- 18 окрема конвойна бригада ВВ МВС СРСР (в/ч 7446, м. Донецьк);
- 20 окрема конвойна Червонопрапорна бригада ВВ МВС СРСР (в/ч 7454, м. Харків);
- 70 окрема навчальна бригада ВВ МВС СРСР (в/ч 3350, м. Золочів Львівської обл.);
- 93 окрема конвойна ордена Червоної Зірки бригада ВВ МВС СРСР (в/ч 7483, м. Дніпропетровськ).

- 10 окремий мотострілецький Римнікський орденів Кутузова, Богдана Хмельницького й Червоної Зірки полк оперативного призначення ВВ МВС СРСР (в/ч 3238, м. Львів);
- 50 окремий мотострілецький полк оперативного призначення ВВ МВС СРСР (в/ч 3395, м. Донецьк);
- 290 окремий мотострілецький Новоросійський Червонопрапорний полк оперативного призначення імені Ленінського комсомолу ВВ МВС СРСР (в/ч 3217, м. Київ).

- 1 спеціальний моторизований полк міліції ВВ МВС СРСР (в/ч 5403, м. Київ);
- 8 навчальний спеціальний моторизований полк міліції ВВ МВС СРСР (в/ч 5440, м. Донецьк);
- 21 спеціальний моторизований полк міліції ВВ МВС СРСР (в/ч 5461, м. Сімферополь);
- 42 спеціальний моторизований полк міліції ВВ МВС СРСР (в/ч 5441, м. Одеса);
- 53 спеціальний моторизований полк міліції ВВ МВС СРСР (в/ч 5439, м. Харків).

- 476 конвойний полк ВВ МВС СРСР (в/ч 6633, м. Луганськ);
- 477 конвойний полк ВВ МВС СРСР (в/ч 6598, м. Запоріжжя);
- 481 конвойний полк ВВ МВС СРСР (в/ч 6689, м. Вінниця).

- 347 полк Управління спеціальних частин ВВ МВС СРСР (в/ч 3277, м. Павлоград Дніпропетровської обл.);
- 466 полк Управління спеціальних частин ВВ МВС СРСР (в/ч 3359, м. Дніпропетровськ);
- 467 полк Управління спеціальних частин ВВ МВС СРСР (в/ч 3423, м. Шостка);
- 468 полк Управління спеціальних частин ВВ МВС СРСР (в/ч 3425, м. Донецьк).

- 22 окремий спеціальний моторизований батальйон міліції ВВ МВС СРСР (в/ч 5442, м. Запоріжжя);
- 23 окремий спеціальний моторизований батальйон міліції ВВ МВС СРСР (в/ч 5443, м. Львів);
- 24 окремий спеціальний моторизований батальйон міліції ВВ МВС СРСР (в/ч 5444, м. Дніпропетровськ);
- 25 окремий спеціальний моторизований батальйон міліції ВВ МВС СРСР (в/ч 5445, м. Кривий Ріг);
- 26 окремий спеціальний моторизований батальйон міліції ВВ МВС СРСР (в/ч 5446, м. Луганськ);
- 89 окремий спеціальний моторизований батальйон міліції ВВ МВС СРСР (в/ч 5480, м. Донецьк);
- 129 окремий спеціальний моторизований батальйон міліції ВВ МВС СРСР (в/ч 5509, м. Маріуполь);
- 130 окремий спеціальний моторизований батальйон міліції ВВ МВС СРСР (в/ч 5510, м. Миколаїв);
- 131 окремий спеціальний моторизований батальйон міліції ВВ МВС СРСР (в/ч 5511, м. Херсон).

- 61 окремий конвойний батальйон ВВ МВС СРСР (в/ч 6480, м. Миколаїв);
- 75 окремий конвойний батальйон ВВ МВС СРСР (в/ч 6726, м. Житомир);
- 76 окремий конвойний батальйон ВВ МВС СРСР (в/ч 6727, м. Кіровське Донецької обл.);
- 77 окремий конвойний батальйон ВВ МВС СРСР (в/ч 6728, м. Рівне);
- 78 окремий конвойний батальйон ВВ МВС СРСР (в/ч 6729, м. Херсон).

- 166 окремий батальйон Управління спеціальних частин ВВ МВС СРСР (в/ч 3680, м. Нетішин);
- 167 окремий батальйон Управління спеціальних частин ВВ МВС СРСР (в/ч 3681, м. Кузнецовськ);
- 168 окремий батальйон Управління спеціальних частин ВВ МВС СРСР (в/ч 3682, м. Южноукраїнськ);
- 169 окремий батальйон Управління спеціальних частин ВВ МВС СРСР (в/ч 3031, м. Славутич);
- 685 окремий батальйон Управління спеціальних частин ВВ МВС СРСР (в/ч 3561, м. Енергодар Запорізької обл.).

- Окремий батальйон зв'язку ГУВВ МВС СРСР по УРСР і МРСР (в/ч 3254, м. Київ).

- Окрема військово-будівельна рота ВВ МВС СРСР (в/ч 2645, м. Алупка).